# Silene reuteriana
Silene reuteriana är en nejlikväxtart som beskrevs av Pierre Edmond Boissier och Bl. Silene reuteriana ingår i släktet glimmar, och familjen nejlikväxter. Inga underarter finns listade i Catalogue of Life.